# Skånes Ornitologiska Förening
Skånes Ornitologiska Förening (SkOF) är en regionalförening inom Birdlife Sverige, och bildades ur dennas skånska arbetsutskott våren 1952 som första svenska regionalförening. SkOF verkar för fågelforskning och fågelskydd, biträder myndigheter och organisationer i naturvårdsfrågor, arrangerar sammankomster och exkursioner, samt utger sedan 1974 tidskriften Anser (1964–1973 som Meddelanden från Skånes Ornitologiska Förening).
SkOF grundade 1955 Falsterbo fågelstation, och inledde 1973 även sträckräkningarna på Sveriges sydvästspets, Nabben (vilka numera bedrivs i Naturvårdsverkets regi).
Föreningen driver projekten Projekt Berguv Skåne, Storkprojektet och Projektet för kungsfiskarens reproduktion och fortlevnad i Klippan. 2004–2009 inventerades Skånes häckfåglar i projektet Skånsk Fågelatlas II, vilket resulterade i boken Skånes fågelatlas 2013.
SkOF publicerar årligen, sedan 1975, Fåglar i Skåne med uppgifter om de fågelobservationer som inrapporterats (och i förekommande fall godkänts) under året. Inrapporteringen sköts via Artportalens rapportsystem (tidigare rapportsystemet för fåglar, Svalan).